# Per-Erik Larsson
Per-Erik Larsson (3 de mayo de 1929 – 31 de mayo de 2008) fue un esquiador de fondo sueco, que compitió en los Juegos de Invierno de 1956 y 1960. Se colgó el bronce en la prueba de relevo de 4 × 10 km y acabó séptimo en laprueba individual de 30 km en 1956. En la prueba de 15 km acabó en el puesto 12º y 17º in 1956 y 1960, respectivamente.
Larsson ganó dos medallas en la prueba de 4 × 10 km en los Mundiales de esquí nórdico: un oro en 1958 y un bronce en 1954.